# Microzetes eckeri
Microzetes eckeri är ett kvalster som först beskrevs av Sandór Mahunka 1982. Microzetes eckeri ingår i släktet Microzetes och familjen Microzetidae. Inga underarter finns listade i Catalogue of Life.